# Aqua Zdrój
Centrum Sportowo-Rekreacyjne „Aqua Zdrój” – aquapark oraz obiekty sportowe w Wałbrzychu, największy obiekt sportowy w rejonie Sudetów. Centrum położone jest w dzielnicy Biały Kamień przy ulicy Ratuszowej u podnóża Chełmca – w pobliżu znajduje się stadion oraz dwa boiska treningowe a w niedalekim sąsiedztwie uzdrowisko Szczawno-Zdrój.

## Historia

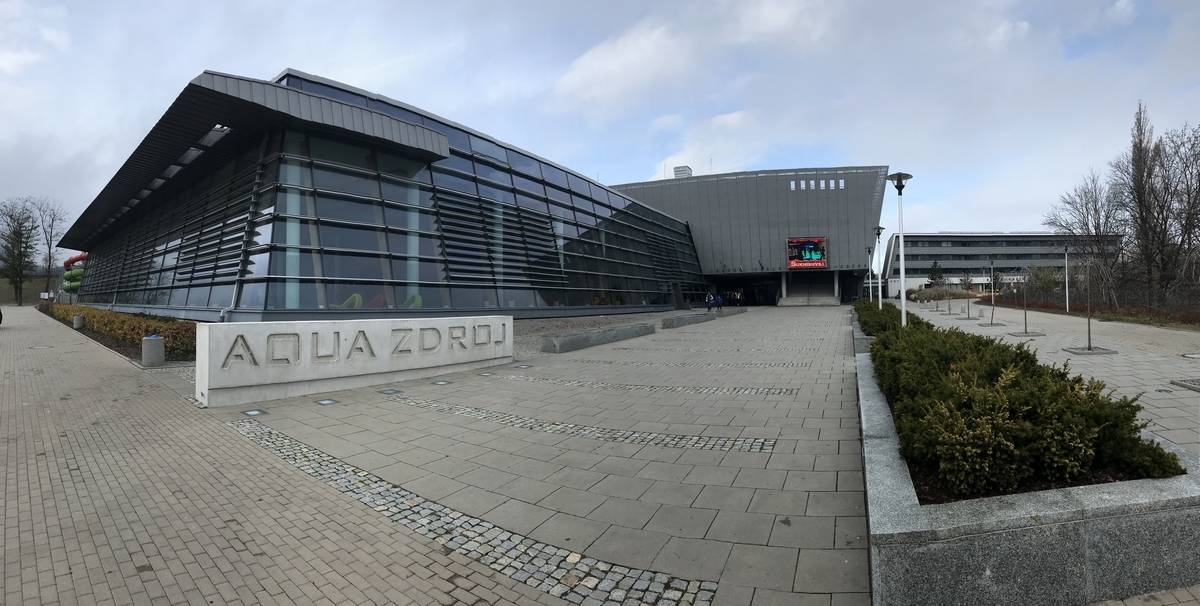
Aqua Zdrój od zewnątrz

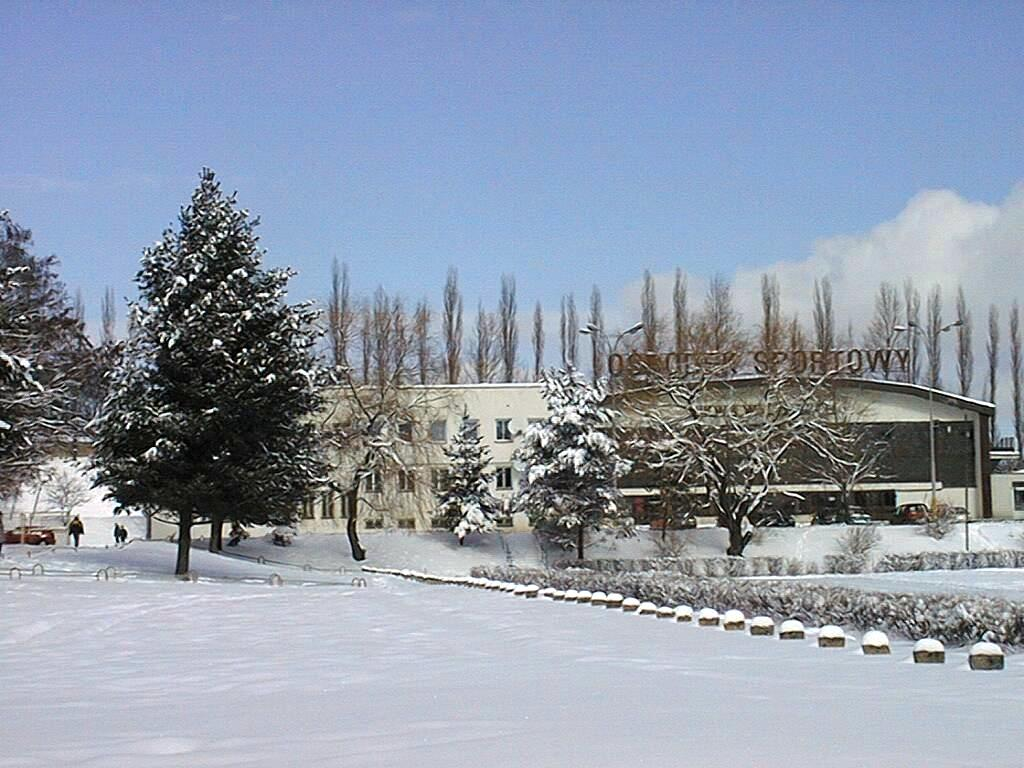
Budynki dawnego OSiR-u, zlikwidowane pod budowę Aqua Zdroju

Park Aqua Zdrój został postawiony na miejscu dawnego Ośrodka Sportu i Rekreacji (obok Stadionu Tysiąclecia), w marcu 2009 roku przystąpiono do rozbiórki starych obiektów sportowych. W 2010 roku wmurowano kamień węgielny podbudowę Aqua Zdroju i rozpoczęto budowę. Obiekt miał powstać w 2012 roku, ale ze względu na problemy wykonawców budowli, terminy zakończenia budowy były przesuwane. Hala została otwarta 23 czerwca 2013 roku.

## Charakterystyka
Hala może pomieścić 3000 widzów. W obiekcie na co dzień swoje mecze w roli gospodarzy rozgrywają ekstraklasowi koszykarze Górnika Zamek Książ Wałbrzych. W skład boisk sportowych wchodzą:
- arena do gier zespołowych
- boisko do piłki ręcznej
- boisko do koszykówki
- boisko do siatkówki
- trzy boiska treningowe do koszykówki
- trzy boiska treningowe do siatkówki

W zakresie ośmiu dyscyplin sportowych hala spełnia wymagania dla organizacji imprez rangi mistrzostw świata. Obiekt jest także przystosowany do organizacji różnych wydarzeń społecznych i biznesowych. W centrum oferowane są usługi gastronomiczne.
W obiekcie znajduje się zespół basenów sportowo-rekreacyjnych, obiekty fitness i odnowy biologicznej. W skład całego kompleksu wchodzi także hotel turystyczny z 62 pokojami dwuosobowymi, restauracją oraz salą konferencyjną.

## Ważniejsze wydarzenia
- 2013 - Mecz Reprezentacji Polski i Chin U20 na otwarcie hali
- 2014 - Mecz Ligi Europejskiej w siatkówce kobiet Polska - Grecja.
- 2015 - Final Four Ligi Europejskiej z udziałem Reprezentacji Polski, Macedonii, Słowenii oraz Estonii.
- 2017 - Mistrzostwa Europy w tańcu IDO
- 2018 - Liga Narodów w siatkówce kobiet
- 2019 - I Grand Prix Polski w tenisie stołowym